# Gourou (Godyr)
Pour les articles homonymes, voir Gourou (homonymie).
Gourou est une commune rurale située dans le département de Godyr de la province de Sanguié dans la région du Centre-Ouest au Burkina Faso.

## Éducation et santé
Gourou accueille un centre de santé et de promotion sociale (CSPS) tandis que le centre médical avec antenne chirurgicale (CMA) de la province se trouve à Réo.